# Марша Блекберн
Марша Веджворт Блекберн (англ. Marsha Wedgeworth Blackburn; нар. 6 червня 1952, Лорел, Міссісіпі) — американський політик з Республіканської партії. Вона представляє 7-й округ штату Теннессі у Палаті представників США з 2003 року.

## Біографія
Блекберн навчалась у Northeast Jones High School у Лорелі. У 1973 році отримала ступінь бакалавра в Університеті штату Міссісіпі. Потім вона переїхала до Вільямсону, Теннессі. Вела підприємницьку діяльність і працювала приватним адвокатом, входила до Сенату штату з 1998 по 2002 роки.